# MTV Unplugged: Unter Dampf - Ohne Strom
MTV Unplugged: Unter Dampf - Ohne Strom é o sétimo álbum ao vivo da banda alemã Unheilig, lançado em 11 de dezembro de 2015 como parte da série MTV Unplugged.

## Edições e Capa
Na edição padrão, está presente apenas um CD com 13 canções. Na edição limitada, contém 2 CDs com 22 faixas, assim como no DVD e Blu-Ray. E na edição de luxo, que contém 2 CDs, 2 DVD e 1 Blu-Ray.
A capa do disco traz o mesmo estilo cômico e mostra um telégrafo marítimo, na capa do box da edição de luxo mostra uma locomotiva a vapor.

## Lista de Faixas

### CD 1
| N.º | Título                                                                                   | Duração |  |
| 1.  | "Unter deiner Flagge"                                                                    | 4:02    |  |
| 2.  | "Mein Berg"                                                                              | 4:27    |  |
| 3.  | "Freiheit"                                                                               | 5:10    |  |
| 4.  | "Sage Ja!"                                                                               | 4:57    |  |
| 5.  | "Astronaut"                                                                              | 5:17    |  |
| 6.  | "Einer von Millionen"                                                                    | 3:07    |  |
| 7.  | "Herz aus Eis"                                                                           | 5:55    |  |
| 8.  | "An deiner Seite"                                                                        | 5:32    |  |
| 9.  | "Eisenmann" (Part. Alea der Bescheidene - Saltatio Mortis & Thomas Lindner - Schandmaul) | 5:51    |  |
| 10. | "Glück auf das Leben"                                                                    | 4:20    |  |
| 11. | "Mein Stern"                                                                             | 6:14    |  |

### CD 2
| N.º | Título                                        | Duração |  |
| 1.  | "Zeitreise" (Part. Helene Fischer)            | 5:10    |  |
| 2.  | "So wie du warst" (Part. Helene Fischer)      | 4:41    |  |
| 3.  | "Lichter der Stadt"                           | 4:51    |  |
| 4.  | "Die Weisheiten des Lebens"                   | 4:09    |  |
| 5.  | "Wie in guten alten Zeiten"                   | 6:17    |  |
| 6.  | "Goldene Zeiten" (Part. Cassandra Steen)      | 5:35    |  |
| 7.  | "Geboren um zu leben" (Part. Cassandra Steen) | 4:34    |  |
| 8.  | "Grosse Freiheit"                             | 4:08    |  |
| 9.  | "Der Vorhang fällt"                           | 6:28    |  |
| 10. | "Für Mich soll's rote rosen regnen"           | 3:17    |  |
| 11. | "Zeit zu gehen"                               | 6:14    |  |

### DVD/Blu-Ray
| N.º | Título                                              | Duração |  |
| 1.  | "Unter Freunden - Die Generalprobe" (Show completo) |         |  |
| 2.  | "Making of"                                         |         |  |

## Posição nas paradas (CD)
| Paradas  | Posição |
| -------- | ------- |
| Alemanha | 2       |
| Áustria  | 10      |
| Suíça    | 8       |

## Posição nas paradas (DVD)
| Paradas  | Posição |
| -------- | ------- |
| Alemanha | 3       |
| Áustria  | 7       |
| Suíça    | 3       |

## Créditos
- Der Graf - Vocais
- Henning Verlage - Teclados
- Alex Grube - Baixo
- Jens Kouros - Guitarra
- Jan Lehmann - Teclados
- Matthias Meusel - Bateria
- Roland Peil - Percussão
- Daniel Stelter - Guitarra